# Jurassic World Evolution 3
Jurassic World Evolution 3 is een bedrijfssimulatiespel ontwikkeld en uitgegeven door Frontier Developments. Het is een vervolg op Jurassic World Evolution 2 en verschijnt op 21 oktober 2025 voor PlayStation 5, Windows en Xbox Series X/S.

## Gameplay
Net als zijn voorgangers is Jurassic World Evolution 3 een bouw- en managementsimulatiespel waarin spelers hun eigen themapark met Jurassic World-thema bouwen en beheren. Het spel bevat meer dan 80 soorten dinosauriërs; meer dan 70 daarvan hebben hun eigen vrouwelijke, mannelijke en jong varianten. Het spel introduceerde ook een breder schaal aan tools voor parkcreatie, waarmee spelers het terrein van een park uitgebreid kunnen aanpassen en modulair kunnen bouwen. Parken, aangepaste gebouwen en omheiningen kunnen ook met andere spelers worden gedeeld via Frontier Workshop.
Naast de zandbakmodus bevat het spel ook een campagne-modus die zich afspeelt op locaties zoals Japan en Hawaï. Acteur Jeff Goldblum hervat zijn rol als Dr. Ian Malcolm.

## Ontwikkeling en uitgave
Het spel werd in mei 2024 aangekondigd door Frontier Developments. De eerste trailer van het spel verscheen op 6 juni 2025 tijdens het "Summer Game Fest". De release staat gepland voor PlayStation 5, Windows en Xbox Series X/S op 21 oktober 2025. Spelers kunnen ook de Deluxe Edition van het spel kopen, die toegang geeft tot vier extradinosauriërs (Protoceratops, Guanlong, Thanatosdrakon en Concavenator), terwijl spelers die het spel vooraf hebben besteld toegang krijgen tot de "Badlands Set", die items bevat die zijn geïnspireerd door de opgravingslocatie van de oorspronkelijke Jurassic Park-film.